# Johannes de Limburgia
Johannes de Limburgia (fl. 1408-1430) è stato un compositore fiammingo, membro della Scuola franco fiamminga.

## Biografia
Il suo nome indica che era proveniente dal Ducato di Limburgo o dalla stessa città. Egli lavorò in alcune chiese a Liegi dal 1408 al 1419, fu succentore a Saint-Jean-l'Évangéliste nel 1426 sempre a Liegi. Si trasferì poi in Italia intorno al 1430, forse a Venezia o a Vicenza e/o  Padova dove compose dei mottetti. Come Arnoldo e Hugo de Lantins egli si distingue tra i suoi contemporanei in virtù del gran numero delle sue opere superstiti: circa 50 nel manoscritto Q15 (Bologna, Museo internazionale e biblioteca della musica) e un Ordinario della messa nel Codice di Trento.